# Римска литература
Римската литература е литературата на Древен Рим, а за целостта от писмените творби на латински език се използва термина латинска литература .
Тя остава трайно наследство на културата на Древния Рим. Римляните са създали много произведения в поезията, комедията, трагедията, сатирата, историята и риториката, влияейки се силно от традициите на другите култури и особено за по-зрялата литературна традиция на Гърция.
Латинският не само е език на древните римляни, но и универсален език на Европа през Средновековието, затова Латинската литература не само включва автори като Цицерон, Вергилий, Хораций и Овидий, но също включва и европейски писатели след падането на Империята като религиозните писатели Августин Блажени (354 – 430), Тома Аквински (1225 – 1274) и светските писатели Френсис Бейкън (1561 – 1626) и Барух Спиноза (1632 – 1677).

## История

### Ранна латинска литература
Официално латинската литература води началото си от 240 г. пр.н.е, когато римската публика вижда за първи път латинска версия на гръцка пиеса. Пиесата бива адаптирана от Ливий Андроник, грък, който е доведен като пленник в Рим през 272 г. пр.н.е. Андроник също превежда Одисеята на Омир на стар тип латински стих, наречен Сатурнов. Първият латински поет, който пише по римска тема е Гней Невий през 200 г. пр.н.е. Той е автор на епична поема за първата пуническа война, в която той се бие. Драмите на Невий са предимно преработени от гръцки оригинали, но той също създава трагедии въз основа на римски митове и история.
Друг епосен поет, следващ примера на Невий, е Ений, който пише историческата епика „Летописи“ (скоро след 200 г. пр.н.е), която описва римската история след създаването на Рим до негово време. Ений използва гръцки дактиличен хекзаметър, който става стандартна стихотворна форма на римския епос. Той също става известен с трагичните си драми. В тази област, неговите най-видни наследници са Марк Пакувий и Луций Акций. Тези трима писатели рядко използват епизоди от римската история. Вместо това, те пишат латински версии на трагичните теми, които гърците тогава вече са обработили. Даже тогава, когато копират гърците, те не превеждат буквално. Само фрагменти от техните пиеси са оцелели до наше време.
Знае се много повече за началото на ранната латинска комедия, защото 20 цели пиеси от Плавт и 6 от Теренций са оцелели. Тези мъже моделират техните комедии на база гръцките пиеси, известни с името Нова комедия. Плавт разпръсва песни в пиесите си и увеличава хумора с помощта на игри на думи и остроумия, както и комични действия от страна на актьорите. Постановките на Теренций са с по-учтив тон, занимаващи се със ситуации на национално равнище. Неговите произведения са основно вдъхновение на френската и английската комедия през 1600 г. и даже за модерната американска комедия.
Прозата от този период е най-известна със „За земеделието“ (160 г. пр.е) от Марк Порций Катон Стари. Катон също така пише и първата латинска история на Рим и на други италиански градове. Той е първият римски държавник, който пише политическите си речите като средство за влияние върху общественото мнение. Ранната латинска литература приключва с Луцилий, който създава нов вид поезия в неговите 30 сатири. (100 г. пр.н.е). Той пише в един лесен, разговорен тон за книги, приятели и текущи събития.